# Mouvement Swadeshi

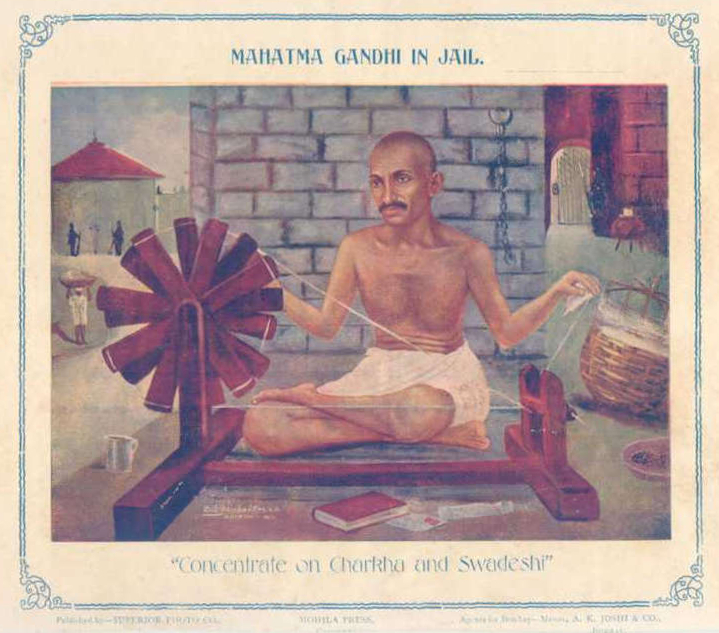
"Concentrate on Charkha and Swadeshi" Art de bazar, années 1930.

Le mouvement Swadeshi (de l'hindi : स्वदेशी svadēśī, auto-suffisant) appartient au mouvement pour l'indépendance de l'Inde. Il est constitué d'actions économiques, principalement le boycott des produits britanniques importés au profit des productions indiennes locales.
Le mouvement Swadeshi est d'abord théorisé dans la seconde moitié du XIXe siècle par les premiers militants pour la cause nationale indienne. Il connaît un premier apogée après la partition du Bengale en 1905, amenant à l'abrogation de cette décision en 1911. Il est ensuite repris avec succès par Mohandas Karamchand Gandhi. 